# デリー6
『デリー6』（原題：Delhi-6）は、2009年に公開されたインドのミュージカル・ドラマ映画。ラケーシュ・オームプラカーシュ・メーラが監督を務め、アビシェーク・バッチャン、ソーナム・カプール、オム・プリ、ワヒーダー・ラフマーン、リシ・カプール、アトゥル・クルカルニー、ディーパク・ドブリヤル、ディヴィヤ・ダッタ、アディティ・ラーオ・ハイダリーが出演している。ストーリーはメーラが幼少期を過ごしたオールドデリーのチャンドニー・チョークを舞台としている。タイトルの「6」はチャンドニー・チョークの郵便番号「110006」の短縮形である。第57回国家映画賞でナルギス・ダット賞 国民の融和に関する長編映画賞を受賞した。

## キャスト
- ローシャン - アビシェーク・バッチャン
- ビットゥー - ソーナム・カプール
- アンナプルナ - ワヒーダー・ラフマーン
- アリ - リシ・カプール
- マダンゴパール - オム・プリ
- ジャレビ - ディヴィヤ・ダッタ（英語版）
- ファティマ - タンヴィ・アーズミー（英語版）
- ゴバール - アトゥル・クルカルニー
- ラマ・ブーア - アディティ・ラーオ・ハイダリー（英語版）
- ヴィムラ - スプリヤー・パータク（英語版）
- マンドゥ - ディーパク・ドブリヤル
- ハジ・サルマーン - K・K・ライナー（英語版）
- ジャイ・ゴパール - パワン・マルホートラ
- ローシャンの祖父 - アミターブ・バッチャン
- ボビー - ヴィナヤク・ドヴァル
- ララ・バイラム - プレーム・チョープラー（英語版）
- ランヴィジャイ警部 - ヴィジャイ・ラーズ（英語版）
- タントリック・ババ - アキレンドラ・ミシュラ（英語版）
- スレーシュ - サイラス・サフカール（英語版）
- シャシ - ギータ・ビスト
- クマール・カルシュレスタ - ダヤ・シャンカル・パーンデー（英語版）
- ラッジョ - シーバ・チャッダ（英語版）

## 製作

### キャスティング
企画の初期段階では、メーラが新作映画のために新人を起用することが報じられていた。アーミル・カーンの甥イムラーン・カーンの起用が噂されていたが、彼は『Jaane Tu... Ya Jaane Na』に出演するため辞退している。その後、主役にリティク・ローシャンが検討されたが、すぐにランビール・カプールと交代した。また、アクシャイ・クマールからもオファーを断られた。メーラは『デリー6』の主役の候補には常にアビシェーク・バッチャンが念頭にあったと語っている。アビシェークのスケジュール調整に時間がかかったが、最終的に彼が主役に起用された。ヒロイン役にはソーナム・カプールが起用され、リシ・カプールとタンヴィ・アーズミーの出演も決まった。2009年2月20日に正式に製作が始まり、アビシェークが演じるローシャンの祖父母役としてアミターブ・バッチャンとワヒーダー・ラフマーンが出演している。

### 撮影
プロダクションデザイナーには『Aks』『Rang De Basanti』に引き続きサミール・チャンダが起用され、彼はラージャスターン州サンバール・レイク・タウンにオールドデリーの街並みを再現した。また、ジャーマー・マスジドはデジタル処理で背景に追加されている。編集はメグナ・アスシットとメーラの妻バルティが担当したが、メーラはインタビューで「アスシットは編集に参加していない」と語っている。

### 音楽
音楽監督にはA・R・ラフマーンが起用され、作詞はプラスーン・ジョーシーが担当している。楽曲は2009年1月14日のインディアン・アイドル4コンペティションで発表された。アビシェークとソーナムをフィーチャーした「Masakalli」がリリースされたが、これは映画には登場していない。メーラはこれについて、「この曲は映画の一部でありませんでした。『デリー6』のような映画に、平和の歌を誰が入れようと思うだろう?それは偶然起こりました。私が脚本のプレクライマックスに差し掛かった時、立ち往生しました。そこで、私は物語をフィナーレに導くための永続性のリンクの必要性を感じたのです」と語っている。

## 公開
当初、公開は2009年2月13日を予定していたが、ラフマーンの不在により完成が遅れ、2月19日にニューデリーでプレミア上映が行われ、翌20日に公開された。

## 評価

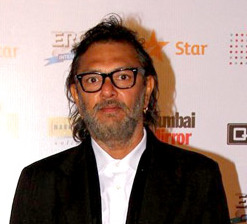
ラケーシュ・オームプラカーシュ・メーラ

Rotten Tomatoesには5件のレビューが寄せられ支持率40%、平均評価5.2/10となっている。ザ・テレグラフのプラティム・D・グプタは「圧倒的なオーディオビジュアルの噴出」により映画は必見の価値があると批評している。ザ・タイムズ・オブ・インディアのニキャット・カズミは3/5の星を与え、「『デリー6』のメッセージとパーフェクト・デシのインド感覚のために映画を観て下さい」と批評している。ニューデリー・テレビジョンのアヌパマ・チョープラーは、「『デリー6』は野心的で善意があるが、良い意図が必ずしも良い映画として翻訳される訳ではない」と批評し、貴重な失敗だったと述べている。CNN-IBNのラジーヴ・マサンドは『デリー6』は『Rang De Basanti』のような偉大な映画ではなく、クライマックスは満足のいく内容ではなかったと批評している。ヒンドゥスタン・タイムズのサシ・バリガは3/5の星を与え、「メーラの心は確かに正しい場所にある。しかし、彼は自分自身を許せなかった……そして、私たちは少しでも楽しめただろうか?」と批評している。Rediff.comのアーサー・J・ペイズは、映画の革新的なスタイルとストーリーラインを称賛した。